# Gustaf Ernst d'Albedyhl
Gustaf Ernst d´Albedyhl, född 1655, död 1721, var en svensk och rysk militär av balttysk härstamning.
Gustaf Ernst d'Albedyhl var son till lantrådet Henrik d'Albedyhl och Barbara von Tiesenhausen. Han blev officer 1675, löjtnant vid Livgardet, erhöll kaptens avsked och blev 1678 generaladjutant vid Livländska armén. År 1679 blev han överstelöjtnant vid Björneborgs infanteriregemente 1679. Albedyhl blev kommendant i Anklam 1680, överstelöjtnant vid Österbottens regemente 1684, överstelöjtnant vid Drottningens livregemente till fot samt var överste och chef för Livländska dragonregementet Albedyhl 1700–1703. Åren 1703–1710 var han chef för Savolax och Nyslotts infanteriregemente. Albedyhl var kommendant i Neumünde 1703 och i Dünamünde 1705. År 1710 blev han generalmajor och guvernör i Riga. Efter stadens kapitulation samma år trädde han i rysk tjänst, och blev med tiden generallöjtnant.